# Ennirzianna
Ennirzianna az uri Égissirgal papnője, Sulgi és Abiszimti leánya a III. uri dinasztia idején. A főpapi tisztségben nagynénjét, Ennirgalannát követte, a középső kronológia szerint körülbelül i. e. 2088 és i. e. 2051 között töltötte be ezt a funkciót. Sulgi hosszú ideig uralkodott, uralkodásának 43. évében Enuburzianna követte Ennirziannát a főpapnői tisztségben.